# Centre hospitalier du Mans
 (septembre 2021).
Si vous disposez d'ouvrages ou d'articles de référence ou si vous connaissez des sites web de qualité traitant du thème abordé ici, merci de compléter l'article en donnant les références utiles à sa vérifiabilité et en les liant à la section « Notes et références ».
Le Centre Hospitalier du Mans est le principal centre hospitalier de l'agglomération mancelle. Il s'agit de l'un des plus gros centres hospitaliers non-universitaires de France.

## Présentation
Le CH du Mans dispose de 1693 lits. Il rassemble environ 568 personnels médicaux et 3 939 personnels non médicaux. Situé au nord-ouest de la ville, il est commode pour les patients venant du nord de l'agglomération (Alençon) ou de l'ouest (Laval), moins pour les résidents du sud, à qui des pôles annexes sont ouverts. Il est équipé d'un héliport.

## Historique

### duXVIIeauXIXesiècle
L'ancien hôpital général de la ville avait ouvert en 1662 et s'étendait sur 6 hectares entre la rive gauche de la Sarthe et le couvent de la visitation. Dès le XIIe siècle et sous la domination Plantagenêt, la ville se dote de l'hôpital-Dieu de Coëffort, sorte de dispensaire pour les pèlerins et les malheureux. En fonctionnement jusqu'en 1646, il faudra donc quelques années avant la création de l'hôpital général. Bien avant, quatre hospices étaient en fonctionnement dans la ville. L'hospice du Saint-Sépulcre, situé près de l'abbaye Saint-Julien du Pré (actuelle église Notre-Dame-du-Pré). Il a été bâti au VIe siècle par l'évêque du Mans de l'époque, saint Innocent, pour accueillir et secourir les pèlerins. Ces derniers venaient faire leurs dévotions sur les reliques des premiers évêques du Mans et apôtres du Maine qui étaient inhumés dans le cimetière, aujourd'hui disparu. L'hospice de Coulaines, fondé au IXe siècle par saint Aldric, 23e évêque du Mans, était situé dans le faubourg de Coulaines et recevait des infirmes, des mendiants et des malades. L'hospice des Ardents, fondé au Xe siècle par l'évêque Avesgaud, se situait place Saint-Michel, à l'angle de la place du cloître Saint-Julien et de la Grande Rue. Il était destiné à recevoir les nombreux malades atteints du mal des ardents, amenant souvent à de violentes et graves gangrènes. La léproserie Saint-Lazare, située faubourg Saint-Gilles, tout proche de l'actuelle avenue de la Libération, avait été fondée au XIe siècle et recevait des sujets atteints de la lèpre (anciennement appelée mezélerie).
L'hôpital dit « général » subsistera jusqu'au XIXe siècle où il finira par être remplacé le 22 avril 1888. L'ancien hôpital accueillait environ 700 personnes de toutes sortes, des malades incurables, aux « fous », en passant par les prostituées de la rue des Minimes qui y finissaient enfermées. Mais les bâtiments deviennent à la longue trop vétustes, sales et exigus. Anselme Rubillard, alors maire du Mans décide de vendre le terrain occupé par cet hôpital à très bon prix, pour permettre une installation plus spacieuse un peu plus loin. Il réussit à le revendre à la compagnie des tramways du Mans, qui transformera la place de 6 hectares en gare de tramways à vapeur. Le maire réussi à obtenir une les 16 hectares de la closerie de Monthéard, sur la route de Laval pour une installation bien plus grande. À l'époque cette partie est très éloignée de la ville centre et constitue un petit coin de vert aux portes de la ville. L'exil sanitaire a été bien redouté par les patients et les habitants, mais ce sera finalement une réussite, preuve en est, la multitude de promeneurs qui viendront profiter du cadre hospitalier tous les dimanches, à la fin du XIXe siècle. L'inauguration de l'actuel hôpital sera ainsi faite le 12 juillet 1891. Le bâtiment a souvent été pris pour la limite nord ouest de la ville. Il aura fallu attendre les années 1950 pour que la ville vienne vraiment jusqu'à lui.

### auXXesiècle

#### Avant 1980

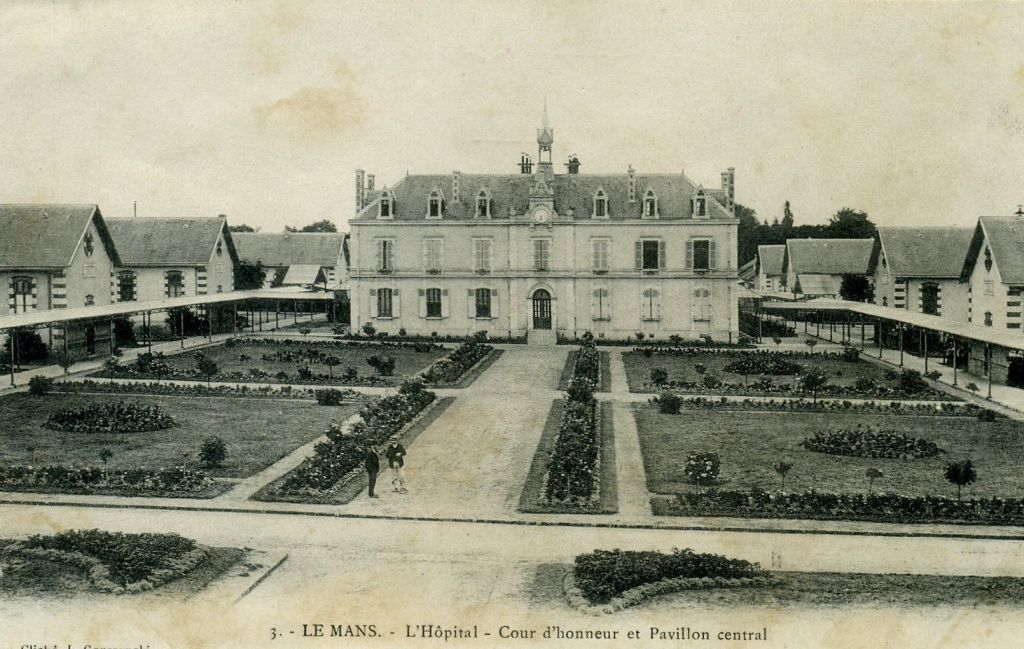
Bâtiment Froulay

De 1891 à 1939, l’hôpital se dote de nouvelles structures et moyens médicaux : création d’un laboratoire de bactériologie en 1894, ouverture d’un service de chirurgie infantile en 1904, d’un service de radiologie en 1919, installation de l’éclairage dans l’ensemble de l’établissement en 1922.
Chaque médecin ou chirurgien reçoit dès lors une indemnité annuelle. Dès 1901, l’hôpital autorise les médecins et chirurgiens à recevoir des honoraires pour les soins donnés aux malades des quartiers payants.
La création d’une école préparant au diplôme d’infirmière d’État est décidée en 1929. 
Dix ans plus tard, en 1939, le pavillon Sergent, d’une capacité d’accueil de 222 lits, voit le jour afin de faire face au recrutement des malades venant de tout le département. Ce bâtiment abrite alors les services de chirurgie générale et infantile mais aussi des services de spécialité (ORL, ophtalmologie, stomatologie), le service de radiologie et le laboratoire.
Au cours de la Seconde Guerre mondiale, l’hôpital du Mans devient un hôpital militaire. Sous l’occupation, les Allemands prennent possession de nombreux lits pour leurs propres besoins. Puis, à la libération, les soldats américains s’y installent et libèrent ensuite progressivement les salles dont ils n’ont plus besoin. 
De 1945 à 1965, l’hôpital subit une période de transformations et de réaménagements successifs et s’humanise en supprimant notamment les chambres communes.
En 20 ans, le centre hospitalier du Mans augmente sa capacité pour faire face aux besoins de la population au début et fin de vie. Une nouvelle maternité est inaugurée en 1953, équipée de 68 lits et dispose également d’un service de prématurés de 20 puis 57 lits. Au même moment est inauguré un centre de transfusion sanguine officiel, en réalité fonctionnant dès 1948, fondé par le directeur du laboratoire du Centre hospitalier, auquel il était annexé. Le docteur Pierre Maurice Guigner (1905-1966), ancien élève et moniteur de l’institut Pasteur à Paris et directeur du laboratoire le dirigera jusqu'en 1961, année durant laquelle le docteur Claude Schiffer, son assistant, a pris sa suite. Si plusieurs années plus tôt, le docteur Jolly avait fondé un centre privé de transfusion sanguine au Mans, les années 1950 voient arriver une nouvelle conception de l'utilisation du sang : en effet, la première loi sur la transfusion sanguine est votée en 1952, et indique que « le sang et ses dérivés ne sont pas des médicaments, ne constituent pas un bien du commerce, comme issus du corps humain ». Le don anonyme, bénévole et gratuit est né, et c'est dans cette perspective que les deux centres, celui privé du docteur Jolly et celui fondé par le docteur Guigner, fusionnent. En 1960, la pédiatrie est agrandie. En gériatrie, 161 lits sont créés en 1961 puis 94 en 1964.
La décision est prise en 1970 d’installer sur le site d’Allonnes un ensemble pour personnes âgées de 420 lits. En 1974, 180 lits sont réalisés puis 240 en 1977. Cet ensemble constitue le centre de gériatrie Charles-Drouet.
Durant cette période, de nouvelles réalisations sont également menées : construction d’un laboratoire, d’une pharmacie et d’une école d’infirmières, extension de la maternité et réalisation du pavillon Reilly avec 90 lits de médecine.
Afin d’accroître la qualité de l’hospitalisation et d’offrir un plateau technique diversifié, le conseil d’administration prend la décision le 29 juin 1977 de construire un hôpital neuf de 600 à 800 lits sur le site de l’hôpital, route de Laval.
La bibliothèque médicale AF Lemanissier (BML), située au rez-de-chaussée du bâtiment Reilly du centre hospitalier du Mans, a été créée par le Dr AF Lemanissier en 1975. Celui-ci est également le créateur d'un des premiers service de réanimation médicale en France. Elle occupe une surface de 750 m2 utilisés pour une salle de lecture, trois salles d'archives. La BML est connue pour son répertoire actualisé des recommandations pour la pratique clinique française ou lignes directrices.

#### De 1980 à 2000
L’hôpital Fontenoy, à vocation chirurgicale, voit ainsi le jour en 1983. Ce bâtiment, d’un potentiel de 552 lits, est composé de l’ensemble du secteur chirurgical, d’un secteur de médecine et de spécialités médicales, de trois services de réanimation et de lits d’urgences. Il dispose également d’un plateau technique conséquent : un département d’imagerie médicale comprenant notamment 12 salles de radiologie conventionnelle, un bloc opératoire de 12 salles, un ensemble d’urgences médico-chirurgicales et une stérilisation centrale.
Depuis, l’hôpital n’a eu de cesse de se moderniser. Ainsi, en 1986, un complexe de néphrologie dialyse est relié au pavillon Reilly.
Le pavillon Léonard-de-Vinci, d’une capacité de 120 lits de moyens et longs séjours, ouvre en 1989.
La maternité évolue de 1987 à 1990 pour s’adapter aux besoins d’une maternité moderne et un centre de transfusion sanguine, plus fonctionnel, ouvre en 1989.
Un hôpital pédiatrique, d’une capacité de 58 lits, composé d’un service de réanimation infantile, d’une unité de prématurés de 20 lits et d’un service d’urgences pédiatrique, ouvre le 9 avril 1993.
L’hôpital renforce également son plateau technique radiologique en se dotant de nouveaux appareils : un premier IRM (appareil d’imagerie par résonance magnétique) en 1991 puis un second en 2000 et enfin un TEP (tomographe à émission de positons) en 2001.

### AuXXIesiècle
En janvier 2001, le bâtiment Claude-Monet est inauguré, remplaçant ainsi le pavillon Sergent. Ce nouveau bâtiment regroupe les spécialités médicales : hépato-gastro-entérologie, rhumatologie, maladies respiratoires. 
La chirurgie ambulatoire au sein de ce bâtiment fut ouverte en novembre 2003.
La construction d’un hôpital femme-mère-enfant s'achève en 2009 permettant le redimensionnement de la maternité, de la chirurgie pédiatrique, des urgences pédiatriques, de la réanimation pédiatrique et de la néonatalogie. Il comprend 165 lits. Le bloc obstétrical compte 11 salles de travail et le bloc opératoire 6 salles.
Le bâtiment Alzheimer Pablo-Picasso est achevé à l'automne 2008. Il est adapté pour recevoir des patients atteints de maladie d'Alzheimer.
En 2016 le bâtiment Behier est démoli pour faire place à un nouveau pôle pour les soins palliatifs, la médecine spécialisé, et l'hémodialyse.
Fin 2020 et début 2021, deux nouveaux bâtiments ouvrent au public : Plantagenêt et Madeleine-Brès. Le bâtiment Plantagenêt est composé des différents services de consultations ainsi que d'un hôpital de jour. Le bâtiment Madeleine-Brès reçoit, quant à lui, les services de rééducation, d'hépato-gastro-entérologie, de rhumatologie, de maladies respiratoires ainsi que l'hémodialyse. Il remplace donc le bâtiment Claude Monet qui comporte aujourd'hui un bloc opératoire en cours de construction ainsi que les différents services de chirurgie, autrefois placés dans le bâtiment Fontenoy. 
Toutes ces modifications font partie du plan ARC (Ambulatoire, Regroupement des médecines de spécialité, Cheminements) visant à moderniser l'hôpital.
Courant 2022, un nouveau centre de cancérologie devrait ouvrir ses portes. Ce projet est un regroupement des activités de cancérologie du Centre Hospitalier du Mans, de la clinique privée Victor Hugo ainsi que du centre Jean-Bernard.
Le 16 novembre 2022, le centre hospitalier du Mans met en place le « plan blanc » qui confirme le déclancement du Plan Orsan par le ministre de la santé, pour cet établissemnt, afin de « faire face à une forte tension capacitaire ». En effet, la plus grande structure sanitaire de cette ville dont l'agglomération compte 220 948 habitants, ne peut plus faire face aux besoins d'hospitalisation en aval des urgences adulte. Cette décision correspond au constat que cet hôpital qui compte pourtant plus de 1 690 lits ne peut plus répondre de façon classique aux demandes d'hospitalisation, celui-ci étant saturé par l'afflux de malades en raison notamment des fermetures récurrentes des services d’urgences des autres hôpitaux sarthois,.

## Hospitalisations au CH du Mans
En 2017 le centre hospitalier du Mans comprenait:
- 1 658 lits et places dont médecine 721, chirurgie 202, gynécologie-obstétrique 92, moyen séjour 90, long séjour 553, ainsi que
  - 102 079 entrées en hospitalisation,
  - 336 596 consultations (médecine, chirurgie et obstétrique)
  - 96 706 passages aux urgences,
  - 24 752 interventions chirurgicales,
  - 3 482 naissances.

## Le personnel
En 2017, 568 personnels médicaux (dont 299 praticiens, 140 internes, 90 sages-femmes) et 3939 agents hospitaliers (dont 2653 soignants) travaillaient au centre hospitalier.

## Aspects financiers
En 2017, l'hôpital a dépensé près de 350 millions € de dépenses d’exploitation et 47,5 millions € d'investissement.

## Équipements techniques
- 6 salles de radiologie (dont 1 à la maison d'arrêt)
- 2 salles d'écho-doppler
- 1 IRM + 2 hors site
- 2 scanners
- 1 TEP-Scan
- 1 gamma caméra
- 1 gamma caméra hybride
- 1  robot chirurgical Da Vinci X
- 23 salles d’opérations (en 3 blocs au Fontenoy (12 salles), à la maternité (6 salles) et bloc ambulatoire (5 salles) dans le bâtiment Claude-Monet) avec 24 752 interventions,
- 1 mammographe numérique
- 6 appareils de radiographie mobile
- 3 salles d'échographie
- 1 salle de rythmologie interventionnelle
- 1 salle de coronarographie
- 1 salle de radiologie vasculaire